# Kyjev
Kyjev (ukrajinsky Київ, Kyjiv [ˈkɪjiw]; rusky Киев, Kijev) je hlavní a největší město Ukrajiny, správní středisko Kyjevské oblasti a jedno z největších měst v Evropě. Město leží na řece Dněpr v severní části země. Zaujímá rozlohu 827 km² a v roce 2022 zde žilo přes 2,95 milionu obyvatel, včetně aglomerace pak přes 3,65 milionu obyvatel. Kyjev je kulturní a hospodářské centrum země, dopravní křižovatka a centrum elektrotechnického průmyslu. Pro svou starobylost bývá nazýván „matka ruských měst“.

## Název
Název města má několik etymologických vysvětlení. Podle jedněch jazykovědců vychází z předslovanských dob. Na základě zmínek o Kyjevě ve starých perských a arabských zdrojích, kde má jméno podobu „Kujaba“ či jeho názvu v byzantských písemnostech, kde má podobu „Kijova“, ho vysvětlují jako spojení turkických slov „kij“ (hranice) a „oba“ (osídlení) ve smyslu „sídlo na hranicích“.
Podle jiných je jeho původ ve slově kij, resp. kijan, což byly trámy zatlučené do dna Dněpru a sloužily k překonání toku řeky. Kijané byli lidé, kteří se starali o přepravu využívajíce těchto kijů.
V oblasti národních pohádek se pohybujeme, pokud odvozujeme název města od osobního jména Kij (Kyjev by pak znamenalo „Kyjův“). Toto je pouze bájný příběh o třech bratrech stejně jako česko-polská pověst o Čechovi, Lechovi a Rusovi - v tomto případě jde o Kije, Choriva a Ščeka (popsaný v „Pověsti dávných let“ z počátku 12. století). Legendy o bratrech jsou široce známé po celém světě, nicméně na Ukrajinu se dostala nejspíše na konci 6. stol. n. l. v době pronikání křesťanství přes východní Balkán na sever, kdy vyslala Byzanc do oblasti dolního Dunaje arménské evangelizátory (podobný příběh je v té době v Arménii už prokazatelně znám).

## Historie
První osídlení území dnešního Kyjeva pochází z přelomu 5. a 6. století, z této doby je doložena keramika typu Korčak a byzantské mince. Z 6. a 7. století jsou doloženy dřevěné stavby, ale přes strategickou polohu žádné hradiště. Osídlení se soustředilo do oblasti Zámkové hory, Dětinek a Starokyjevské hory. O počátcích Kyjeva mluví také pověst uváděná na přelomu 6. a 7. století arménským historikem Zenobem Glakem a na počátku 12. století v ruské Pověsti dávných let. Týká se bratrů Kyje, Ščeka (pravděpodobně) a Choriva, doprovázené sestrou jménem Lybeď z kmene Poljanů. Každý z nich se usídlil na jednom pahorku, které pojmenovali Boričev, Ščekovina, Chorevica a celé město pak pojmenovali po nejstarším Kyjev. V roce 866 podle Pověsti (nebo v roce 860 podle byzantských pramenů) Kyjev ovládli varjažští bojovníci Askold a Dir a vládli zde až do roku 882, kdy zahynuli v boji s jiným varjagem, novgorodským knížetem Olegem. Tento rok se považuje za počátek Kyjevské Rusi.
V 9. století se už Kyjev stal opevněným hospodářským a politickým centrem oblasti, které bylo ve styku s Byzantskou říší. Z této doby také pochází nálezy tří hradišť: na svahu Starokyjevské hory, na Zámkové hoře a na Lysé hoře. Na konci 10. století, kdy kníže Vladimír I. přijal křesťanství, dochází k dalšímu rozvoji Kyjeva. V období mezi lety 989 a 996 nechal kníže postavit tzv. Desátkový chrám sv. Bohorodičky, nejspíše na místě předchozí pohanské svatyně, a přestavět knížecí sídlo po byzantském vzoru. Jeho syn Jaroslav Moudrý obehnal Kyjev mohutným valem a postavil Zlatou bránu a katedrálu sv. Sofie. Kyjev této doby měl mnoho kostelů, klášterů a bojarských dvorců. Řemesla a obchod se soustředily v podhradí zvaném Podil, které bylo později také opevněno. Mimo město stál klášter Kyjevskopečerská lávra, centrum kultury a vzdělanosti, založený v polovině 11. století.
Během 12. století se ruský stát rozpadl na řadu knížectví a Kyjev začal ztrácet svůj původní význam, a to nejen politický, ale také hospodářský a kulturní. Souviselo to mimo jiné se skutečností, že se Rusům uzavíraly možnosti obchodovat s Byzancí. Ve stepích jižně od Kyjeva se neustále pohybovali kočovníci a Byzanc získala nové obchodní partnery. Vládnoucí vrstva se přestala věnovat obchodu, usadila se na půdě a přeměnila se v pozemkovou šlechtu. Hlavní město, jehož poloha v jižní části státu byla dříve výhodou pro obchodní transakce s Byzancí, ztratilo nyní svoji prioritu. Jeho krajní poloha a snadná přístupnost ze stepí se nyní staly nevýhodou. Kyjev byl postupně odsouván do pozadí rodícími se novými centry, v nichž sídlili rurikovští vládci jednotlivých knížectví. Mezi nejvýznamnější patřilo město Vladimir. Roku 1154 dobyl Kyjev vladimirsko-suzdalský kníže Jurij Dolgorukij, přijal titul velikého knížete kyjevského a přesídlil sem. Jeho syn Andrej Bogoljubskij však zůstal po dobytí a zpustošení Kyjeva roku 1169 sídlit na severovýchodě Rusi a Kyjev svěřil do správy bratrovi. Proto bývá rok 1169 považován za definitivní konec kyjevského státu.

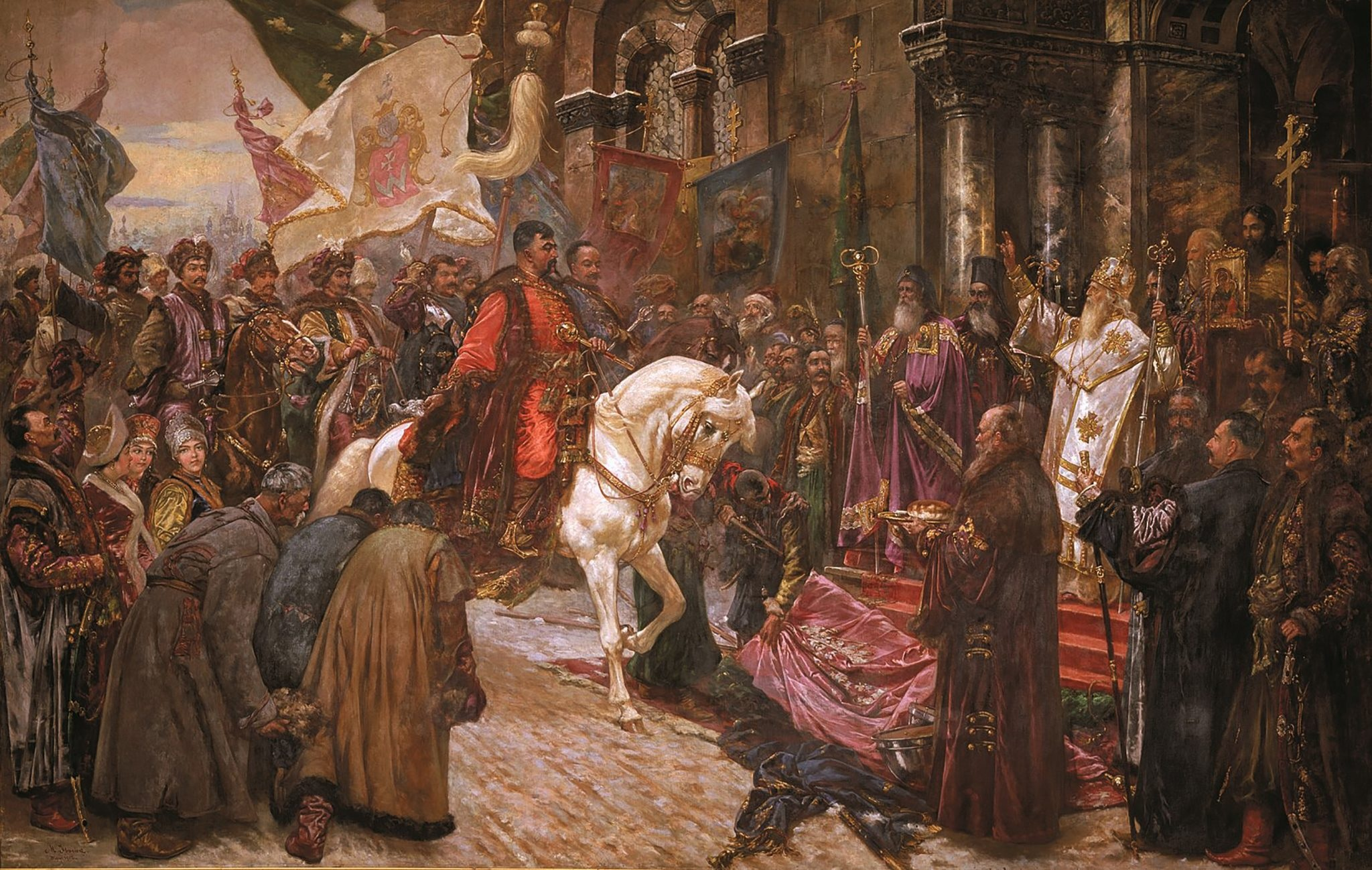
Kozácký hejtman Chmelnický vstupuje roku 1649 do Kyjeva během povstání proti polsko-litevské nadvládě

Roku 1240 město zpustošila mongolská vojska chána Bátúa a zničila mnoho architektonických i písemných památek (například Desátkový chrám nebo Zlatou bránu). Roku 1299 přesídlil kyjevský metropolita do Vladimiru. Svědectví z roku 1245 o Kyjevě zničeném při mongolském nájezdu pochází od papežského vyslance k mongolskému chánu Giovanniho Carpiniho:
| „ | Jeli jsme tudy a sami jsme viděli všude nespočetné hromady lidských lebek a kostí. Město bylo kdysi bohaté a velice lidnaté, teď z něho však nezbylo téměř nic. Stojí tam sotva dvě stě domů a jejich obyvatelé žijí v tuhém otroctví. | “ |

Od roku 1363 náležel Kyjev k litevskému velkoknížectví (od roku 1471 jako středisko Kyjevského vojvodství) a spolu s ním později v rámci Lublinské unie k Republice obou národů. Od roku 1497 měl Kyjev samosprávu podle magdeburského způsobu.
Po kozáckých povstáních v polovině 17. století se Kyjev dostal pod ruskou správu; jeho podřízenost ruskému carovi definitivně potvrdila smlouva o Věčném míru z roku 1686. Od roku 1797 byl Kyjev střediskem stejnojmenné gubernie. Univerzita sv. Vladimíra, dnešní Ševčenkova univerzita, byla založena roku 1834.
V létě 1917 se po bitvě u Zborova do Kyjeva přemístil profesor T. G. Masaryk, který jako předseda Československé národní rady na Rusi osobně od 15. května 1917 budoval československé legionářské vojsko, aby byl blíže k frontové linii východní fronty první světové války. Poté působil podruhé v Petrohradě a Moskvě, aby se v listopadu do své pracovny v Kyjevě opět vrátil. Všude zažil revoluční boje a Kyjev přes Moskvu definitivně opustil v den svých 68. narozenin 7. března 1918, kdy odcestoval přes transsibiřskou magistrálu, přes Vladivostok a Japonsko, do Spojených států předpokládaje, že bude „kvartýrmajstrem“ (logistikem) legionářských vojsk nejen na Rusi, ale i na francouzských bojištích.
Po revoluci roku 1917 se v Kyjevě ustavila ukrajinská Centrální rada, která prohlásila nezávislost Ukrajiny. Po více než dvou letech bojů však zvítězili v občanské válce bolševici a od roku 1920 tak byl Kyjev sovětský. Teprve roku 1934 se stal opět alespoň metropolí Ukrajinské SSR, místo „proletářštějšího“ Charkova.
Za druhé světové války, v srpnu 1941, v okolí města proběhla kyjevská obranná operace, která vyústila v katastrofální porážku sovětských vojsk. Wehrmacht dobyl 19. září 1941 město Kyjev, kde se dopustil nejkrutějších válečných zločinů – mimo jiné 29.–30. září 1941 zvláštní jednotky SS svezly do rokle Babí Jar na severozápadním okraji města přes 33 tisíc kyjevských Židů a postřílely je. Na dobývání a okupaci města se podílely mj. i slovenské jednotky (rychlá divize). Z nacistické okupace bylo těžce zničené město vysvobozeno 6. listopadu 1943 jednotkami 1. ukrajinského frontu při útočné operaci, v jejímž rámci jako první do města vstoupily jednotky 1. československé samostatné brigády a byl osvobozen také Žytomir.
Od rozpadu Sovětského svazu v roce 1991 je Kyjev hlavním městem nezávislé Ukrajiny. Významně se do dějin země zapsal v listopadu a prosinci 2004, kdy masové demonstrace proti zfalšovaným výsledkům prezidentských voleb, takzvaná Oranžová revoluce, vedly ke změně režimu v zemi. V roce 2013 a 2014 zde probíhaly masové nepokoje, zvané Euromajdan, při kterých došlo k svržení prezidenta Viktora Janukovyče.
Od 20. května 2019 zde sídlí ukrajinský prezident Volodymyr Zelenskyj. V úterý 15. března 2022 navštívil prezidenta v ostřelovaném Kyjevě, spolu s předsedy vlád Polska a Slovinska, premiér české vlády profesor Petr Fiala v otázce možné pomoci Ukrajině.

## Městské symboly

### Znak
Kyjevský znak zobrazuje archanděla Michaela držícího plamenný meč a štít na azurovém poli. Původně na něm byl zobrazen svatý Jiří bojující s drakem, ten zůstal ve znaku Kyjevské oblasti.

### Vlajka
Kyjevská vlajka je tvořena modrým listem o poměru stran 2:3 s uprostřed umístěnou kresbou archanděla Michaela z městského znaku.

## Geografie
Historické centrum Kyjeva se rozkládá na pahorcích nad pravým (západním) břehem Dněpru; ve 20. století vyrostly nové čtvrti také na levém břehu (jako například Darnycja) a byly připojeny také vzdálenější pravobřežní čtvrti (např. Oboloň, Podil). Reliéf města je dosti členitý, lesnaté pahorky jsou od sebe odděleny zaříznutými údolíčky, sbíhajícími se k řece. Do Dněpru u Kyjeva zleva ústí řeka Desna, severně od města vody Dněpru zadržuje velká Kyjevská přehrada.

### Podnebí
Podnebí je mírné kontinentální. Počet dní se sněhovou pokrývkou je 90. Během zimy přicházejí oblevy, při kterých všechen sníh roztaje, ale také bývají velmi mrazivé dny (okolo -20 °C po ránu a někdy i méně), když začne vítr foukat z východu nebo severu. Nejnižší naměřená teplota v Kyjevě byla -32,2 °C. Nejkratší roční období je jaro, které trvá od půli března do půli května. Nejvíce srážek a srážkových rekordů je v létě a stále častěji bývá velmi horko (okolo 30 °C) už koncem dubna. První půlka podzimu bývá suchá, ale stává se, že září dokáže být velmi deštivé (například v září 2008 napršelo 153 mm srážek a přitom norma srážek pro září je 58 mm). Nejvyšší naměřená teplota byla 39,9 °C. V říjnu a v listopadu může suché počasí nastat také tehdy, když je nad Kyjevem tlaková výše a slunečno; teploty pak mohou vystoupit na 20 °C, nicméně koncem října spíše přichází deštivé počasí a bývá první sníh. Sníh se celý den může udržet v listopadu a výjimečně i v říjnu.
| Kyjev – podnebí             | Kyjev – podnebí | Kyjev – podnebí | Kyjev – podnebí | Kyjev – podnebí | Kyjev – podnebí | Kyjev – podnebí | Kyjev – podnebí | Kyjev – podnebí | Kyjev – podnebí | Kyjev – podnebí | Kyjev – podnebí | Kyjev – podnebí | Kyjev – podnebí |
| Období                      | leden           | únor            | březen          | duben           | květen          | červen          | červenec        | srpen           | září            | říjen           | listopad        | prosinec        | rok             |
| --------------------------- | --------------- | --------------- | --------------- | --------------- | --------------- | --------------- | --------------- | --------------- | --------------- | --------------- | --------------- | --------------- | --------------- |
| Nejvyšší teplota [°C]       | 4               | 6               | 16              | 23              | 28              | 30              | 32              | 32              | 26              | 20              | 13              | 6               | 32              |
| Průměrné denní maximum [°C] | −1              | 0               | 7               | 17              | 22              | 24              | 27              | 25              | 18              | 10              | 5               | −1              | 12,75           |
| Průměrná teplota [°C]       | −3,5            | −2,5            | 3               | 12              | 16,5            | 19,5            | 20,5            | 19,5            | 13              | 7,5             | 2,5             | −3              | 8,75            |
| Průměrné denní minimum [°C] | −6              | −5              | −1              | 7               | 11              | 15              | 17              | 15              | 9               | 3               | 0               | −5              | 5               |
| Nejnižší teplota [°C]       | −15             | −15             | −7              | 0               | 5               | 10              | 13              | 9               | 4               | −2              | −8              | −12             | −15             |
| Průměrné srážky [mm]        | 36              | 39              | 36              | 46              | 57              | 82              | 72              | 61              | 58              | 40              | 48              | 44              | 619             |
| Zdroj:                      |                 |                 |                 |                 |                 |                 |                 |                 |                 |                 |                 |                 |                 |

## Obyvatelstvo
Kyjev je největší město Ukrajiny a sedmé největší město v Evropě. K 1. lednu 2020 žilo v Kyjevě 2 952 301 obyvatel. Počet obyvatel ustavičně stoupá, a to především díky vnitřní migraci ze zbytku země. Tabulka níže představuje populační vývoj přítomného obyvatelstva města.
| 1990      | 1991      | 1995      | 2000      | 2005      | 2010      | 2015      | 2020      | 2022      |
| --------- | --------- | --------- | --------- | --------- | --------- | --------- | --------- | --------- |
| 2 624 400 | 2 643 400 | 2 643 800 | 2 615 300 | 2 666 400 | 2 785 100 | 2 888 000 | 2 967 400 | 2 952 300 |

V roce 2021 se v hlavním městě narodilo 29 611 živě narozených dětí, zemřelo však 45 223 lidí, z nichž 173 byly děti ve věku do jednoho roku. Na 100 zemřelých připadá jen 65 živě narozených. Nicméně v porovnání s ostatními regiony země je tento poměr jeden z nejlepších, což docela výmluvně vypovídá o stavu ukrajinské demografické situace. Celkový úbytek byl v roce 2021 9 879 osob. Míra kojenecké úmrtnosti činila 5,8 ‰.
Podle výsledků sčítání lidu v roce 2001 tvořili 82,2 % všeho obyvatelstva Ukrajinci, dalších 13,1 % Rusové a 0,7 % Židé. Pro 72,1 % všech obyvatel byla rodným jazykem ukrajinština, 25,3 % uvedlo ruštinu jako svoji mateřštinu.

## Rodáci
- Svjatoslav I. Igorevič (942–972), byl kyjevským vládcem a vojevůdcem
- Marie Dobroněga Kyjevská (1012–1087), byla polská kněžna pocházející z rodu Rurikovců, manželka Kazimíra Obnovitele, matka Svatavy, třetí manželky prvního českého krále Vratislava a vlastní babička jeho pěti dětí (Olomouckého knížete Boleslava, Judity Grojčské a českých knížat Bořivoje II., Soběslava a Vladislava, jehož syn Vladislav II. se stal druhým českým králem), dcera svatého Vladimíra I.
- Anna Kyjevská (1024–1075/1089), byla francouzská královna, dcera kyjevského knížete Jaroslava I. a Ingegerdy Švédské.
- Svjatoslav II. Jaroslavič (1027–1076), byl kníže Vladimiru , černigovský a Kyjevské Rusi
- Nestor (1056–1106), je označován za autora původní verze nejstarší dochované kyjevoruské letopisné sbírky („svodu“) zvané Pověst dávných let
- Adéla Kyjevská (1071–1109), byla druhá manželka Jindřicha IV. a římskoněmecká císařovna
- Eufémie Kyjevská (11. století – 1139), byla kyjevská kněžna z dynastie Rurikovců, uherská královna jako manželka Kolomana Uherského
- Agapit Pečerský (?–1095), byl mnich Kyjevskopečerského monastýru a lékař
- Nikolaj Pavlovič Dileckij (1630–1680), byl ukrajinsko-ruský hudební teoretik a skladatel[8]
- Feofan Prokopovič (1681–1736), byl ukrajinsko-ruský filozof, spisovatel, státník, novgorodský arcibiskup, přívrženec ruského cara Petra I. Velikého
- Dmitrij Grigorjevič Levickij (1735–1822), byl rusko-ukrajinský malíř
- Nikolaj von Bunge (1823–1895), byl státník Ruského impéria, ekonom, ministr financí a předseda Výboru ministrů, profesor a rektor Univerzity sv. Vladimíra
- Sergej Vinogradskij (1856–1953), byl ruský mikrobiolog
- Nikolaj Alexandrovič Chodorovič (1857–1936), byl ruský generál
- Serhij Berďajev (1860–1914), byl ukrajinský a ruský básník, spisovatel, novinář, překladatel. Starší bratr ruského filozofa Nikolaje Berďajeva
- Lidija Šišmanova (1866–1937), ukrajinská a bulharská spisovatelka, novinářka, divadelní a hudební kritička, překladatelka a sociální aktivistka
- Alexandr Fjodorovič Trepov (1868–1928), byl ruský politik a státník
- Nikolaj Berďajev (1874–1948), byl ruský křesťanský filozof a publicista, blízký personalismu
- Reinhold Glier (1875–1956), byl ukrajinský a sovětský hudební skladatel a hudební pedagog německo-polského původu
- Dmytro Antonovyč (1877–1945), byl ukrajinský politik, diplomat a historik umění
- Alexander Archipenko (1877–1964), byl ukrajinsko-americký sochař a grafik, představitel avantgardy, nejčastěji řazený ke kubismu.
- Josef Kulischer (1878–1934), byl ruský ekonom a historik hospodářství židovského původu
- Kazimir Malevič (1879–1935), byl ruský malíř a teoretik
- Michail Gordějevič Drozdovskij (1881–1919), byl ruský, carský a bělogvardějský důstojník
- Sergej Kameněv (1881–1936), byl sovětský vojenský velitel
- Dmitrij Grigorovič (1883–1938), byl ruský a později sovětský letecký konstruktér
- Alfred Bem (1886–1945), byl ruský literární historik a kritik, činovník společenského života ruské emigrace
- Lev Šestov (1886–1938), byl ruský spisovatel a existencialistický filozof
- Michail Těreščenko (1886–1956), byl ruský podnikatel ukrajinského původu
- Dmitrij Bogrov, (1887–1911), byl student práv, člen strany socialistů-revolucionářů, agent Ochranky a vrah ruského ministerského předsedy Pjotra Stolypina
- Maximilian Vološin (1887–1932), byl rusky píšící básník, překladatel a literární kritik ukrajinsko - německého původu, představitel symbolismu
- Jefim Bogoljubov (1889–1952), byl ukrajinsko-německý šachový velmistr
- Alexandr Věrtinskij (1889–1957), byl ruský zpěvák, hudební skladatel, básník a herec
- Igor Sikorskij (1889–1972), byl letecký konstruktér a průkopník letectví
- Vaslav Nijinsky (1890–1950), byl ruský tanečník a choreograf polského původu
- Michail Bulgakov (1891–1940), byl ruský a sovětský prozaik, dramatik a lékař první poloviny 20. století
- Ilja Grigorjevič Erenburg (1891–1967), byl sovětský spisovatel, básník a publicista židovského původu. Překládal také francouzskou a španělskou literaturu.
- Viktor Turžanskij (1861–1976), filmový režisér, scenárista a herec
- Fedir Parfenovič Bohatyrčuk (1892–1948), byl ukrajinský lékař-radiolog, šachista a politik
- Šošana Persic (1892–1969), byla sionistická aktivistka, pedagožka a izraelská politička
- Naum Slutzky (1894–1965), byl německo-britský umělec ukrajinsko-židovského původu
- Wladyslaw Kowalski (1895–1971), byl polský důstojník a inženýr
- Golda Meirová (1898–1978), ministerská předsedkyně Izraele
- Jiří Wowk (1899–1961), byl český malíř a ilustrátor dobrodružných knih ukrajinského původu
- Boris Jefimov (1900–2008), byl sovětský karikaturista
- Anatole Litvak (1902–1974), byl ukrajinsko-americký filmový režisér židovského původu
- Irène Némirovsky (1903–1942), byla francouzsky píšící spisovatelka
- Miloš Kosina (1905–1966), byl český spisovatel
- Grigorij Kozincev (1905–1973), byl sovětský filmový režisér
- Serge Lifar (1905–1986), byl francouzský tanečník, choreograf a baletní mistr
- Zino Davidoff (1906–1994), byl švýcarský obchodník s tabákem
- Aleksander Ford (1908–1980), byl polský filmový režisér a scenárista.[9]
- Nikolaj Nosov (1908–1976), ruský spisovatel
- Ivo Váňa Psota (1908–1952), světově uznávaný tanečník, choreograf, divadelní (baletní) režisér a pedagog
- Viktor Někrasov (1911–1987), byl ruský spisovatel
- Ina Benita (1912–1984), byla polská divadelní a filmová herečka
- Lev Kopelev (1912–1997), byl sovětský spisovatel, disident a humanista
- Natalja Fjodorovna Bode (1914–1996), byla sovětská fotografka, účastnice Velké vlastenecké války.
- Efrajim Kacir (1916–2009), izraelský vědec v oboru biofyziky
- Olga Vasiljevna Lepešinská (1916–2008), byla sovětská tanečnice a taneční pedagožka
- Maya Deren (1917–1961), byla americká filmová režisérka, filmová teoretička, choreografka, tanečnice, básnířka, spisovatelka a fotografka
- Borys Paton (1918–2020), byl ukrajinský inženýr, vědec a dlouholetý předseda Národní akademie věd Ukrajiny
- Karel Tinka (1920–2011), byl český katolický kněz, člen řádu salesiánů, provinciál české salesiánské provincie a politický vězeň komunistického režimu
- Michail Alexandrovič Karcev (1923–1983), byl nepříliš známý sovětský konstruktér počítačové techniky a patřil k průkopníkům vývoje počítačů v tehdejším východním bloku
- Lydie Horálková (1927–2004), byla radiotelegrafistkou 2. československé samostatné paradesantní brigády v období druhé světové války.
- Jevgenij Primakov (1929) byl ruský politik a diplomat
- Viktor Vasiljevič Smirnov (1933) je ruský novinář, spisovatel a scenárista původem z Ukrajiny.[10]
- Misha Mengelberg (1935–2017), byl nizozemský jazzový klavírista
- Valentin Mankin (1938–2014), byl ukrajinský jachtař židovského původu[11]
- Micha'el Nudelman (1938–1919), byl izraelský politik
- Igor Ter-Ovanesjan (1938), je bývalý sovětský atlet
- Valerij Lobanovskyj (1939–2002), byl ukrajinský fotbalový trenér
- Alexandr Almetov (1940–1992), byl sovětský hokejista
- Grigorij Kriss (1940), je bývalý ukrajinský a sovětský sportovní šermíř
- Viktor Kudinskij (1943–2005), byl sovětský atlet
- Anton Solomucha (1945–2015), byl francouzský fotograf a umělec
- Jefim Fištejn (1946), je v Česku žijící a česky píšící publicista, esejista a scenárista židovského původu
- Semjon Mogilevič (1946), je muž považovaný evropskými a americkými agenturami za „šéfa všech šéfů“ organizovaného zločinu a většiny syndikátů ruských mafií po světě.[12]
- Zinaida Turčinová (1946), je bývalá sovětská házenkářka
- Oleg Blochin (1952), je bývalý ukrajinský fotbalista, sovětský reprezentant, bývalý ukrajinský politik a fotbalový trenér
- Oleksandr Kolčynskyj (1955–2002), je bývalý sovětský zápasník, ukrajinského původu, reprezentant v zápase řecko-římském
- Sergej Chelemendik (1957–2016), byl ruský spisovatel a také bývalý slovenský politik
- Sergej Makoveckij (1958), je ruský herec
- George Pogosov (1960), je bývalý ukrajinský šermíř
- Larisa Běrežná (1961), je bývalá sovětská a později ukrajinská atletka, halová mistryně světa ve skoku dalekém
- Oleg Kulik (1961), je ruský performer
- Oleksij Mychajlyčenko (1963), je bývalý sovětský fotbalista ukrajinské národnosti
- Jevgenij Germanovič Vodolazkin (1964), je ruský spisovatel, literární vědec a doktor filologie.[13]
- Feodosij Ivaščenko (1964), je kněz Ruské pravoslavné církve v zahraničí
- Vitalij Vlasenko (1964), je ukrajinský malíř a teoretik umění
- Ruslana Pysanka (1965–2022), byla ukrajinská herečka a televizní moderátorka
- Viktor Dvirnyk (1969), je ukrajinský fotbalista
- Serhij Holubyckyj (1969), je bývalý sovětský a ukrajinský sportovní šermíř
- Dmytro Chrystyč (1969), je bývalý ukrajinský hokejista a trenér
- Oleksandr Klymenko (1970–2000), byl sovětský a později ukrajinský atlet
- Vadym Gutcajt (1971), je bývalý sovětský a ukrajinský sportovní šermíř
- Anžela Balachonovová (1972), je bývalá ukrajinská atletka, jejíž specializace byla skok o tyči
- Jevgen Buslovyč (1972–2007), byl ukrajinský zápasník, volnostylař
- Alexej Žitnik (1972), je ruský hokejista ukrajinského původu
- Nataša Koroljova (1973), je ruská populární zpěvačka ukrajinského původu
- Valentina Lisitsa (1973), je ukrajinská pianistka rusko-polského původu
- Victoria Zdrok (1973), je americká herečka, spisovatelka a modelka ukrajinského původu
- Milla Jovovich (1975), herečka, modelka
- Oleksandr Šovkovskyj (1975), bývalý ukrajinský fotbalista
- Natalija Konradová (1976), je bývalá ukrajinská sportovní šermířka
- Jan Koum (1976), je ukrajinský programátor
- Olena Krasovská (1976), je bývalá ukrajinská překážkářka
- Oleksandr Zacharuk (1976), je bývalý ukrajinský zápasník volnostylař
- Hennadij Bilodid (1977), je bývalý ukrajinský zápasník–judista a sambista
- Olha Lelejková (1977) , je ukrajinská sportovní šermířka
- Viktorija Jermoljeva (1978), je ukrajinská pianistka
- Gaita Lurdes Essami (1979), je ukrajinská zpěvačka a skladatelka ukrajinského a konžského původu, která reprezentovala Ukrajinu na Eurovision Song Contest 2012.[14]
- Jevgenija Vitaljevna Bilčenko (1980), je ukrajinská básnířka a překladatelka, píšící většinou rusky
- Dmytro Čumak (1980), je bývalý ukrajinský sportovní šermíř
- Taras Daňko (1980), je bývalý ukrajinský zápasník–volnostylař
- Serhij Leščenko (1980), je ukrajinský novinář a politik
- Vladyslav Treťjak (1980), je bývalý ukrajinsky sportovní šermíř
- Nadija Savčenková (1981), je ukrajinská pilotka
- Anastasija Matrosovová (1982), je bývalá reprezentantka Ukrajiny v judu a sambu
- Volodymyr Soroka (1982), je ukrajinský reprezentant v judu
- Elena Baltachová (1983–2014), byla britská profesionální tenistka
- Vitalij Bubon (1983), je bývalý ukrajinský zápasník — judista
- Jevhen Čeberjačko (1983), je ukrajinský fotbalový obránce
- Marie Iljašenko (1983), je česká básnířka, spisovatelka a redaktorka ukrajinského původu
- Maryna Pryščepová (1983), je ukrajinská reprezentantka v judu, sambu a sumu
- Anna Bessonovová (1984), je ukrajinská moderní gymnastka
- Maria Korytcevová (1985), je ukrajinská profesionální tenistka
- Serhij Stachovskyj (1986), je ukrajinský profesionální tenista
- Alex Kuznetsov (1987), je americký profesionální tenista
- Anastasija Prychoďková (1987), je ukrajinská folková a popová zpěvačka
- Alexandr Dolgopolov (1988), je ukrajinský profesionální tenista
- Dimitrij Ovtcharov (1988), je německý stolní tenista ukrajinského původu
- Artem Butenin (1989), je ukrajinský profesionální obránce
- Roman Zozulja (1989), je ukrajinský fotbalista
- Julija Džymová (1990), je ukrajinská biatlonistka
- Anna Fedorova (1990), je ukrajinská klasická klavíristka
- Serhij Ljulka (1990), ukrajinský fotbalový obránce
- Quedjau Nhabali (1990), je ukrajinský zápasník–judista tmavé pleti
- Ihor Plastun (1990), je ukrajinský fotbalista
- Viktor Sachňuk (1990), je ukrajinský fotbalový útočník
- Žan Beleňuk (1991), je ukrajinský zápasník klasik
- Jevhen Morozenko (1991), je ukrajinský fotbalový záložník
- Daniil Sobčenko (1991–2011), byl ukrajinský hokejista
- Denis Kudla (1992), je americký profesionální tenista
- Oleksandr Kostyliev (1997), je ukrajinský profesionální hráč počítačové hry Counter-Strike: Global Offensive
- Darija Bilodidová (2000), je ukrajinská zápasnice–judistka
- Marta Kosťuková (2002), je ukrajinská profesionální tenistka

## Osobnosti
- Taras Ševčenko (1814–1861), ukrajinský básník a výtvarný umělec

## Pamětihodnosti
- Dům s chimérami
- Florovský monastýr
- Chrám sv. Michala (Михайлівський Золотоверхий собор)
- Chrám sv. Ondřeje (Андріївська церква)
- Chrám sv. Vladimíra (Патріарший кафедральний собор святого Володимира)
- Katedrála svaté Sofie (Софійський собор) z 11. století, založený knížetem Jaroslavem Moudrým, později přestavěný.[p 1]
- Katedrála sv. Mikuláše
- Kyjevskopečerská lávra (Києво-Печерська лавра)[p 1]
- Muzeum Michaila Bulgakova
- Národní umělecké muzeum Ukrajiny (Національний художній музей України)
- Matka Ukrajina (socha)
- Náměstí Nezávislosti
- Prezidentský palác (Маріїнський палац)
- Státní opera
- Ukrajinská národní banka (Національний банк України)
- Vydubycký monastýr (Видубицький монастир)
- Zlatá brána (Золоті ворота)

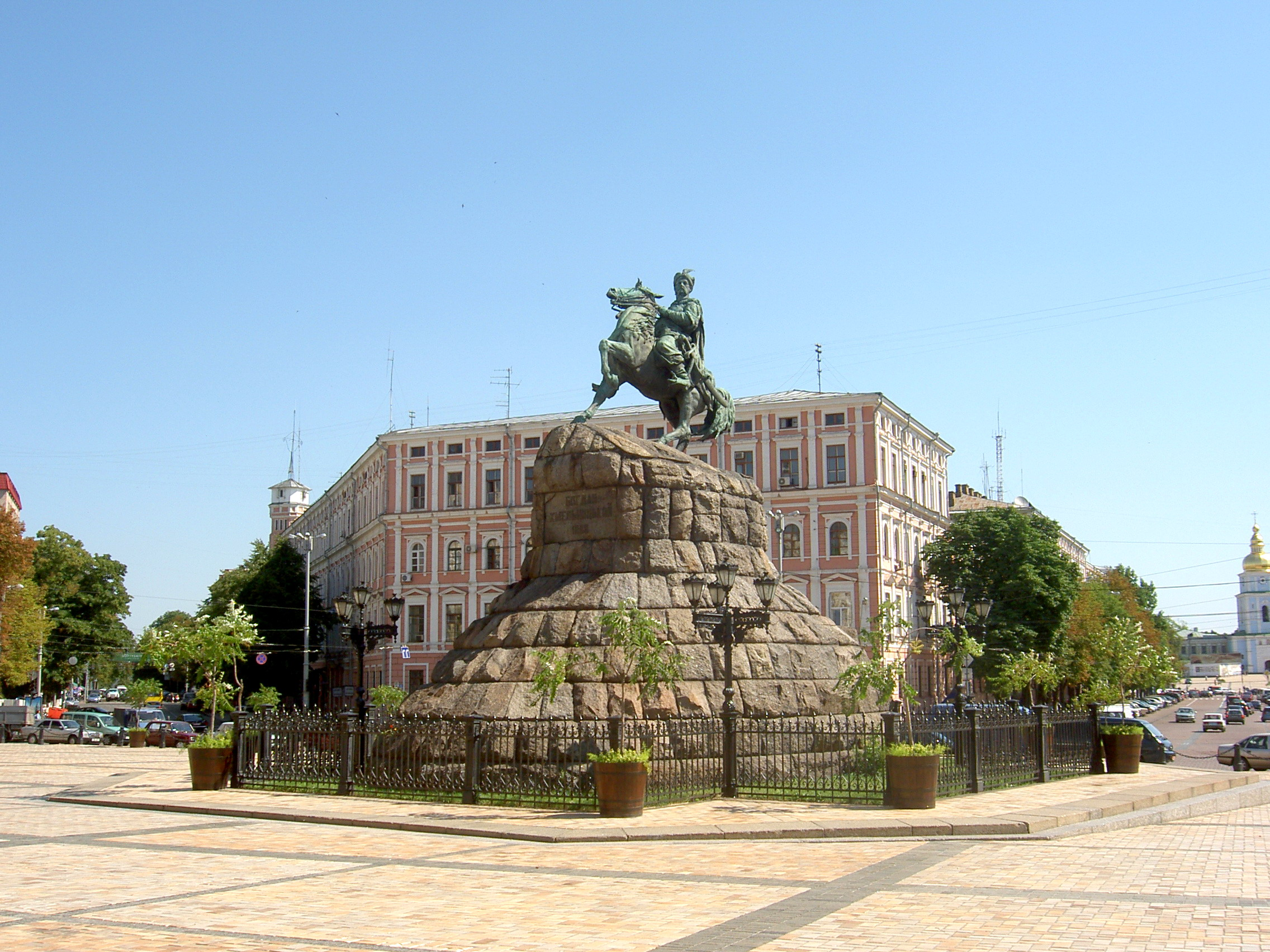
Pomník Bohdana Chmelnického
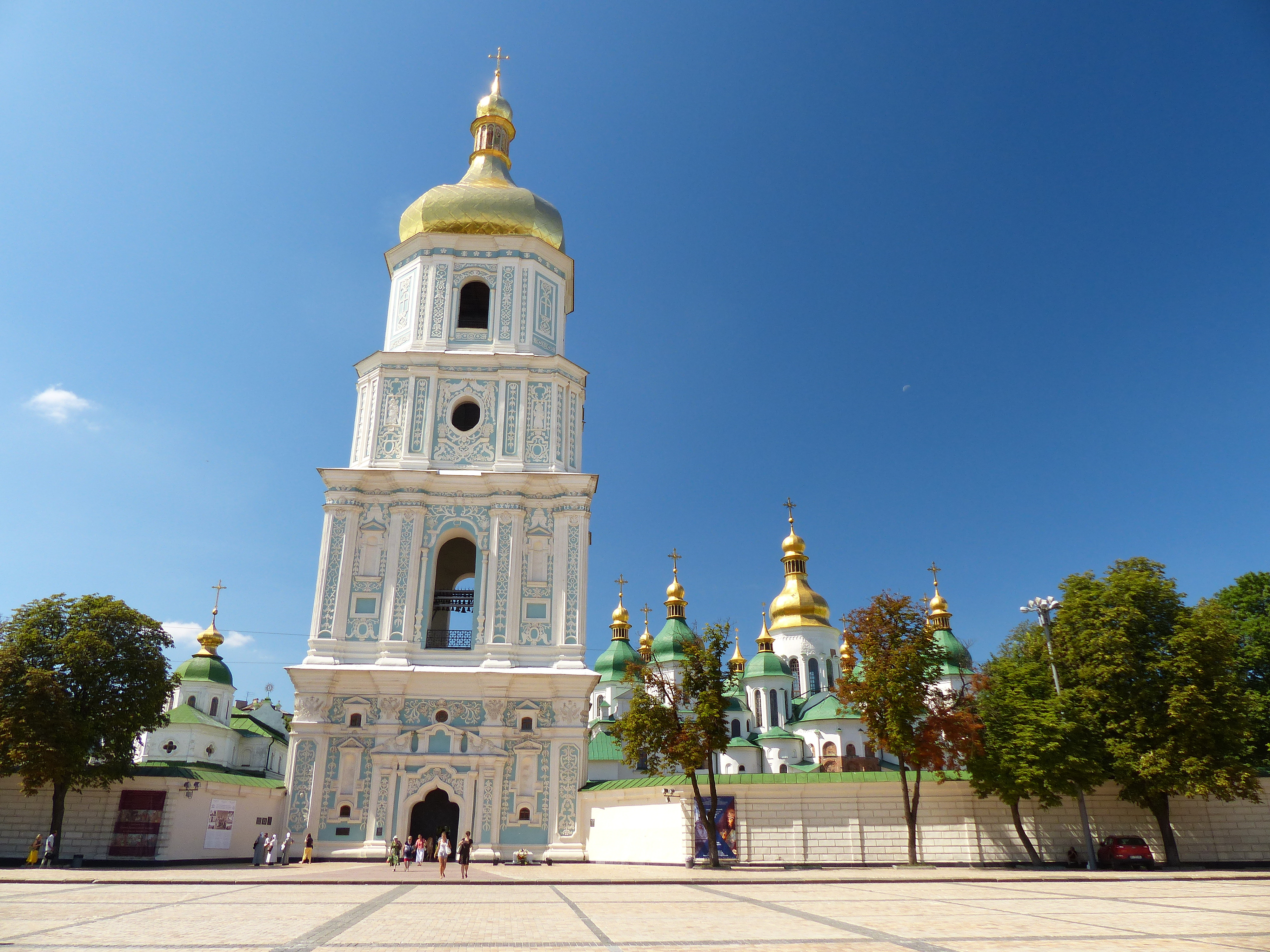
Katedrála svaté Sofie
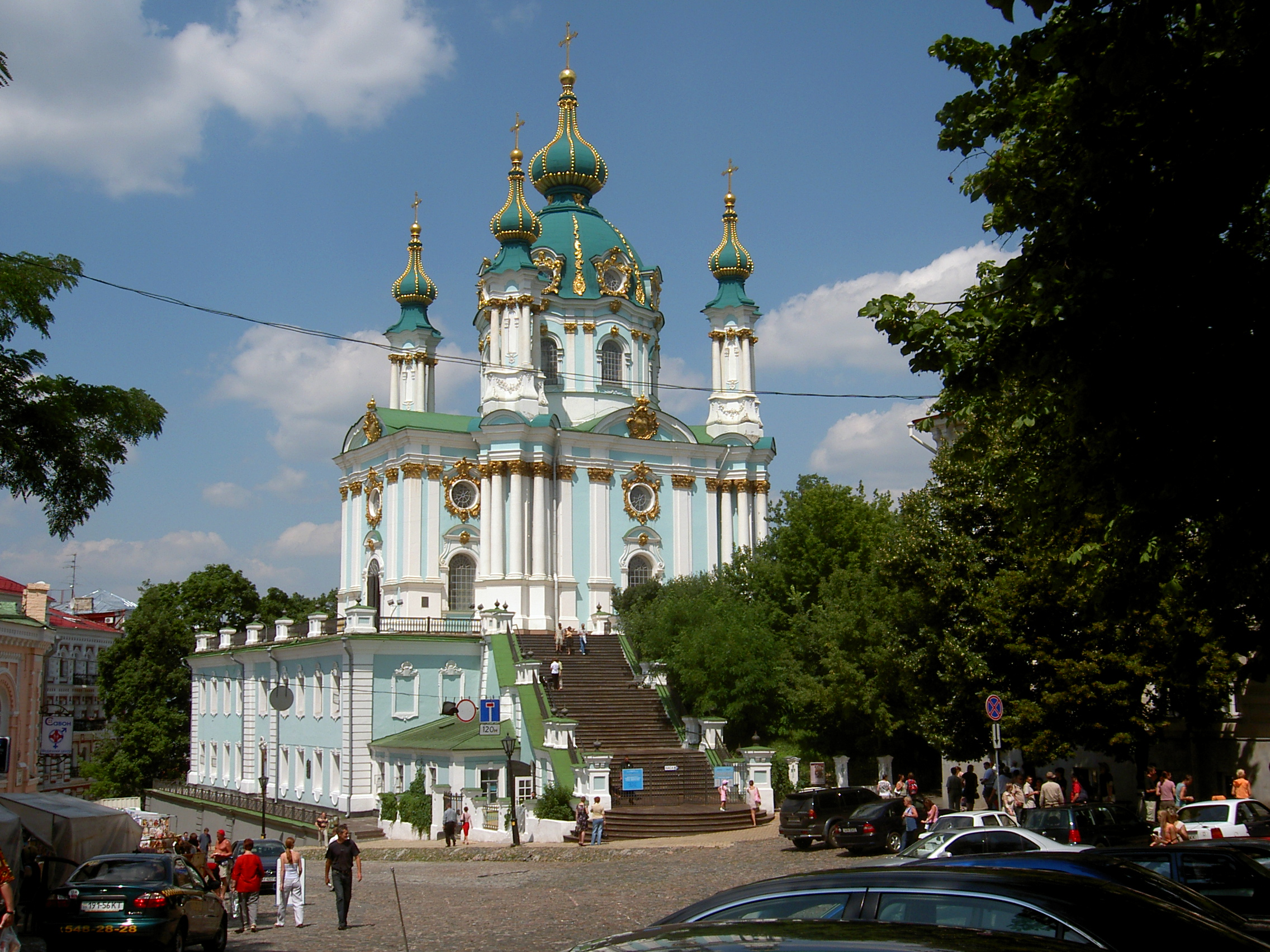
Chrám sv. Ondřeje
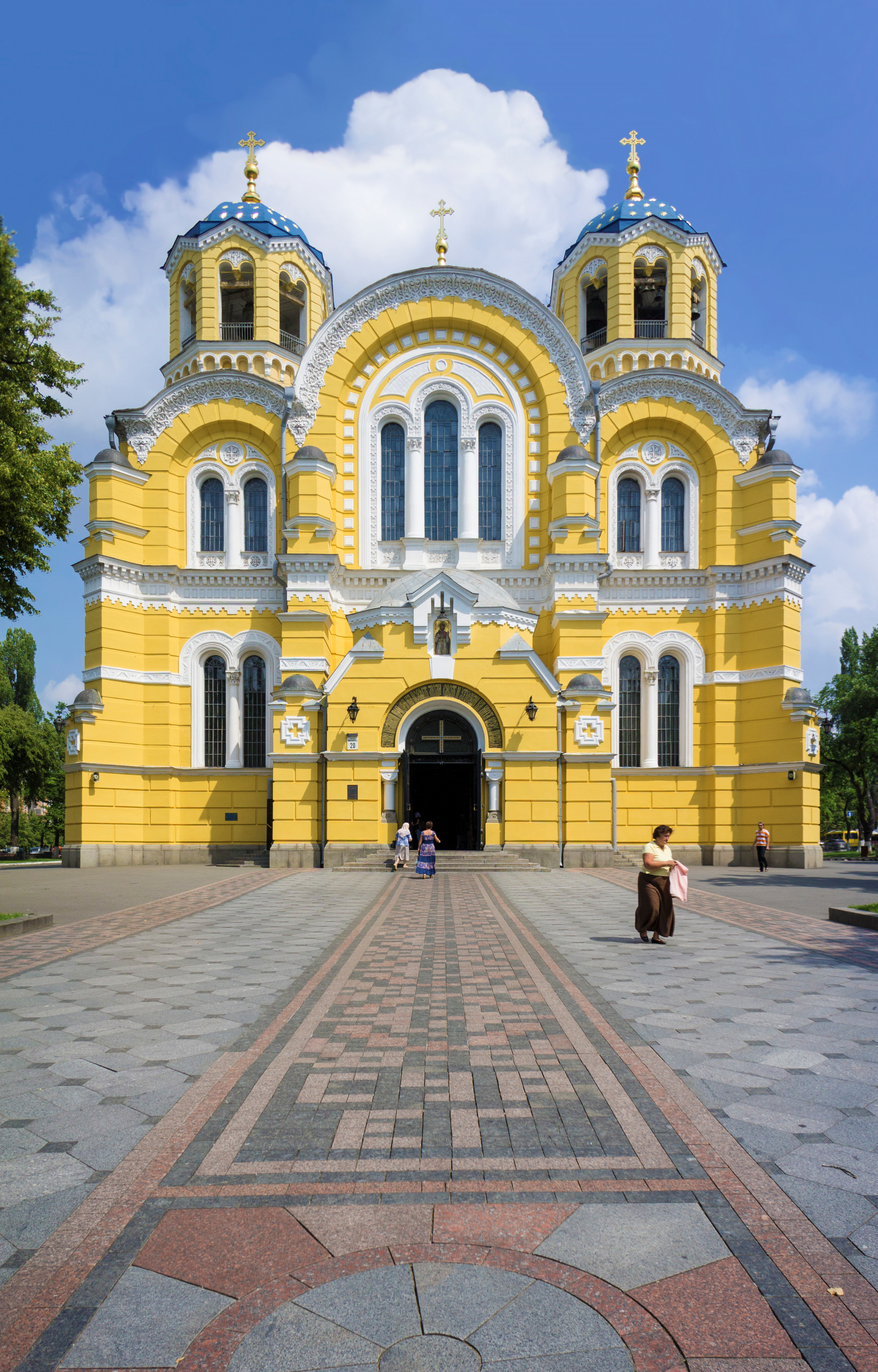
Katedrála svatého Volodymyra
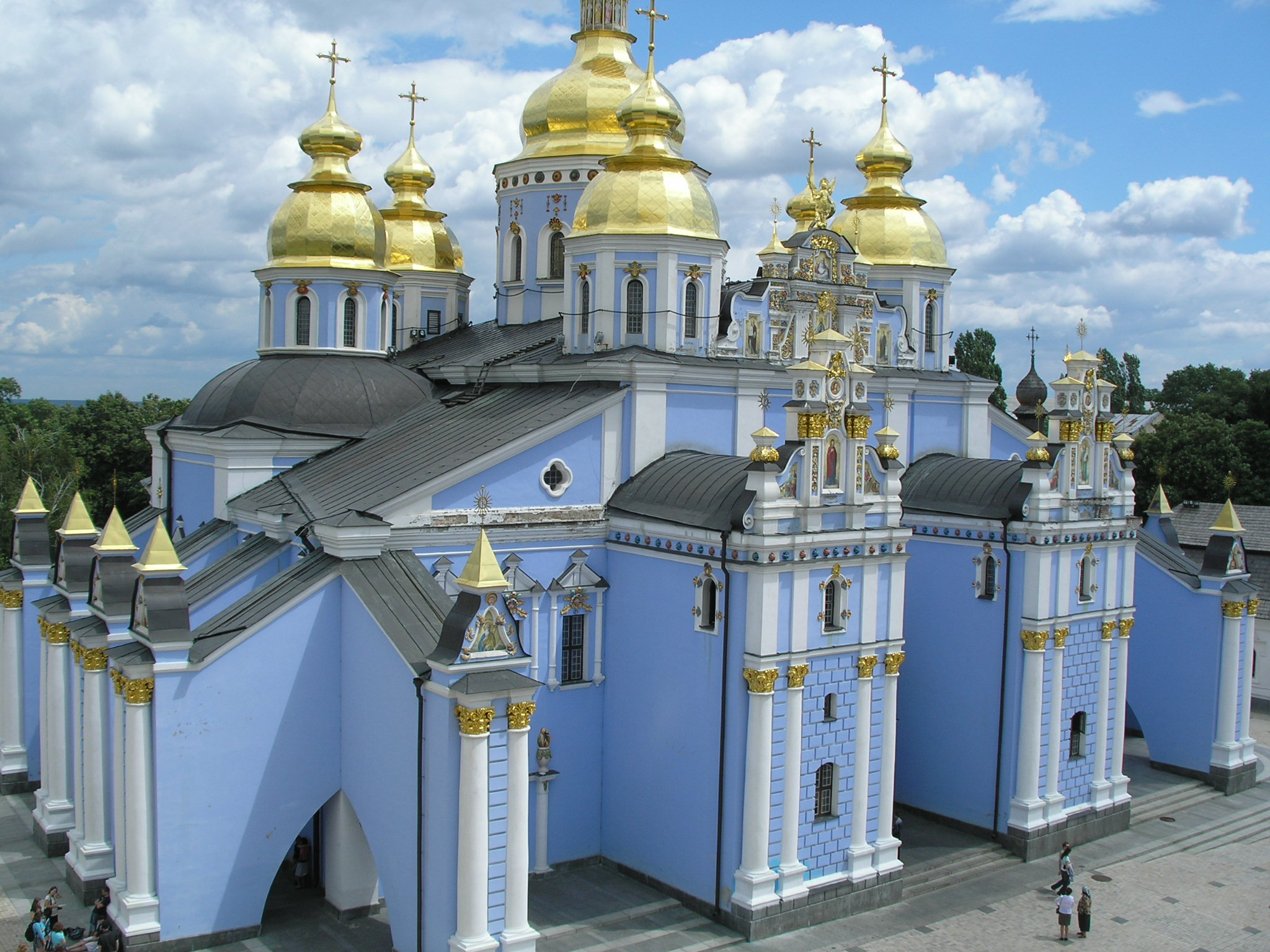
Chrám svatého Michala
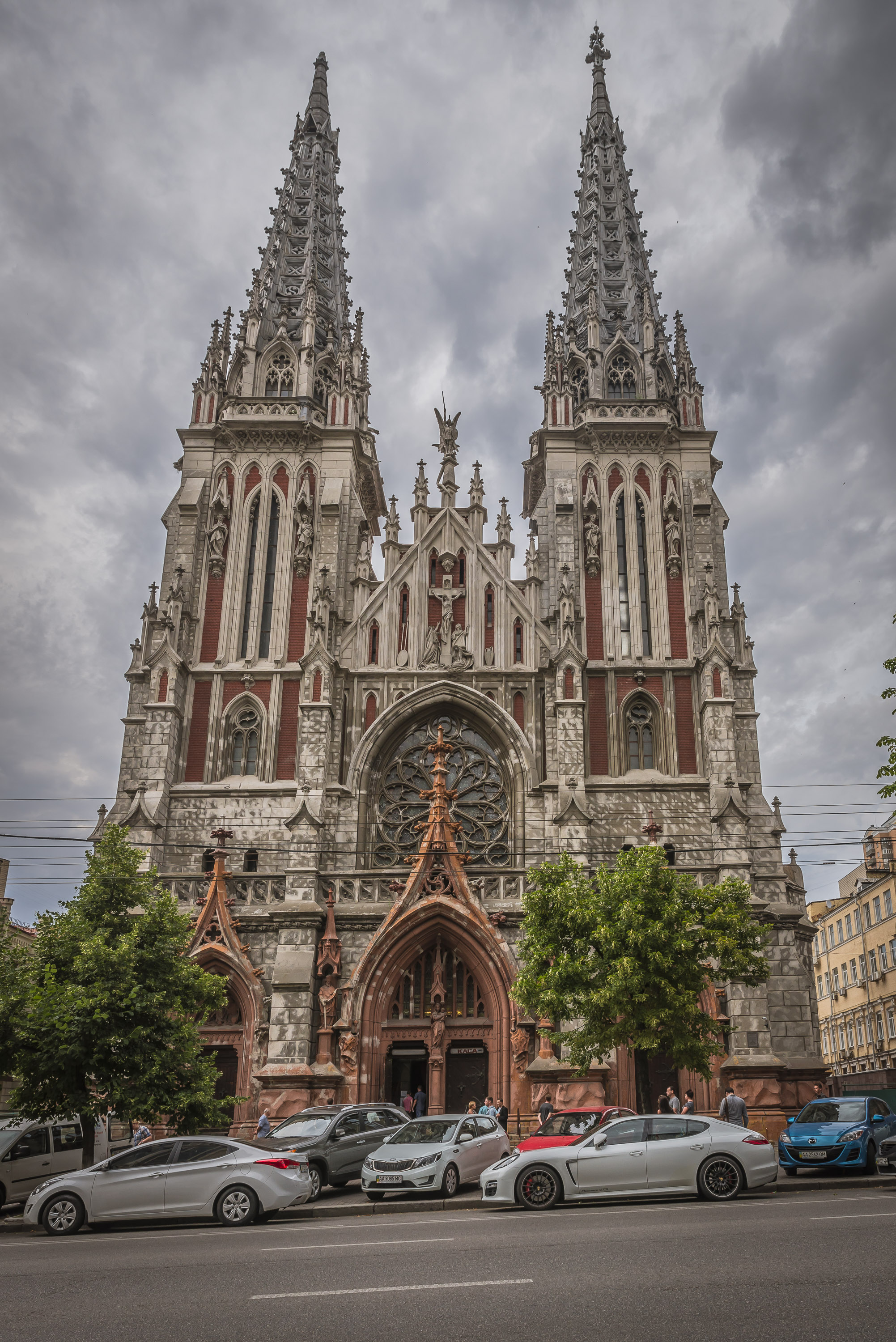
Katedrála sv. Mikuláše
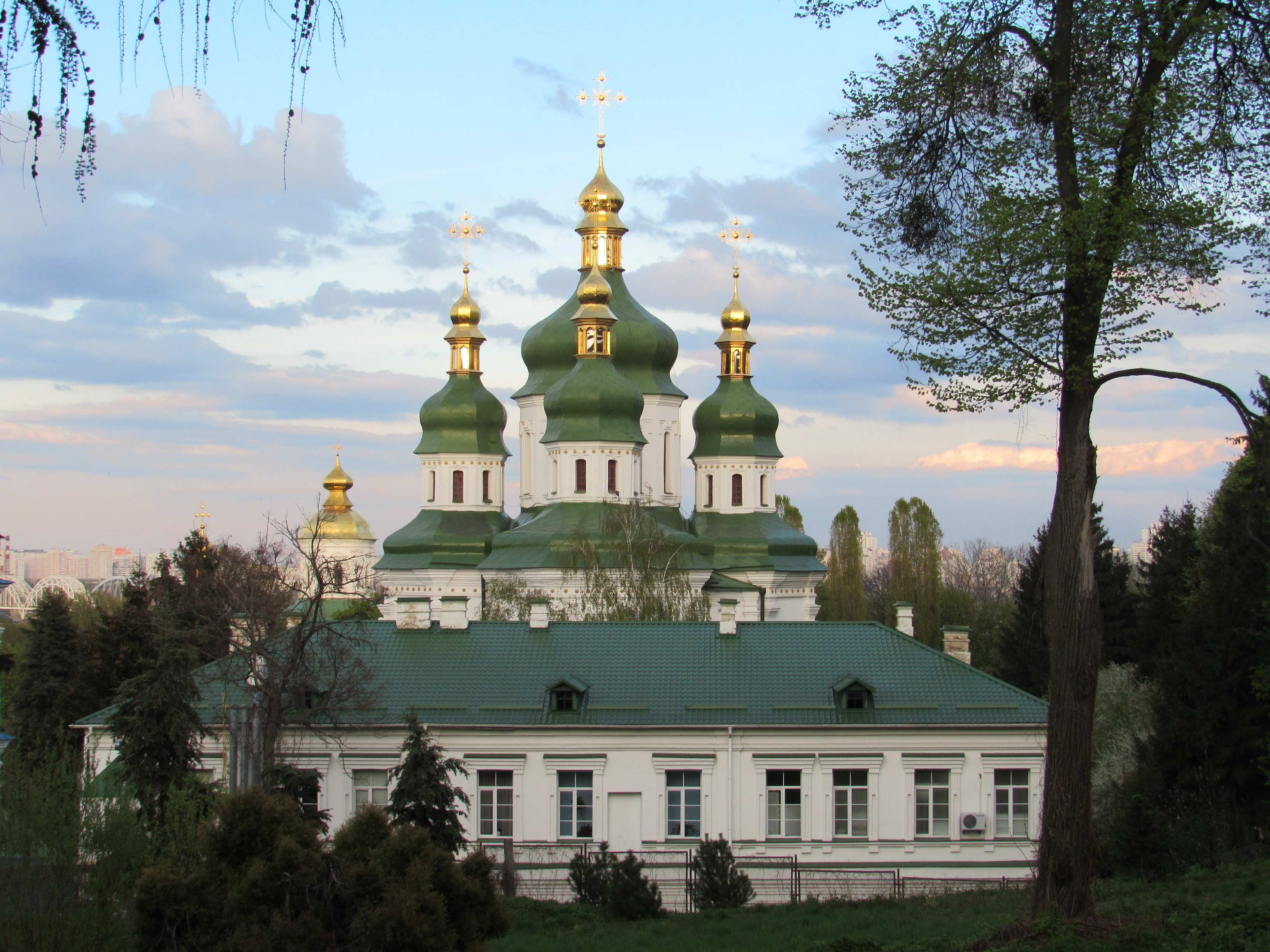
Vydubycký monastýr
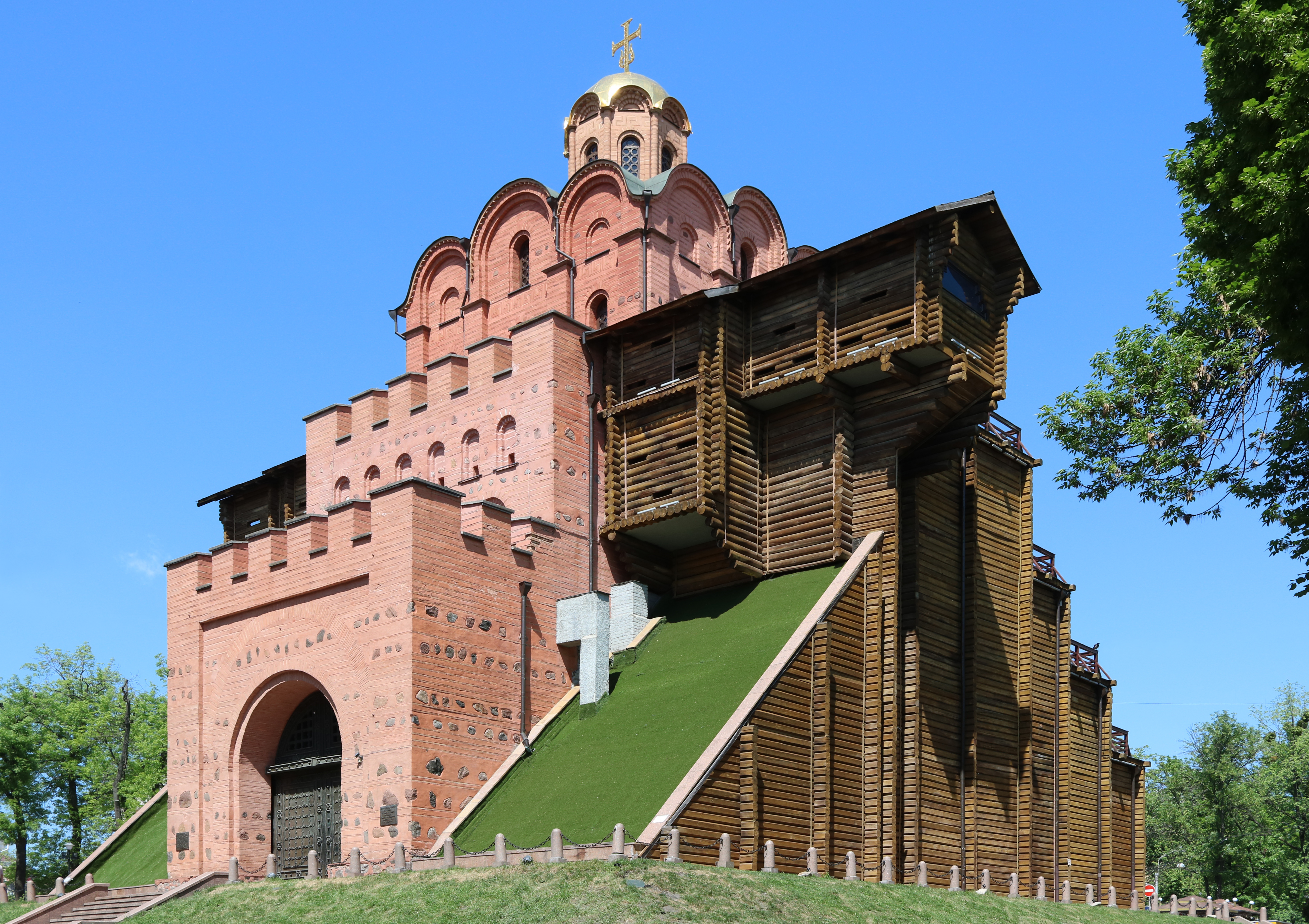
Zlatá brána
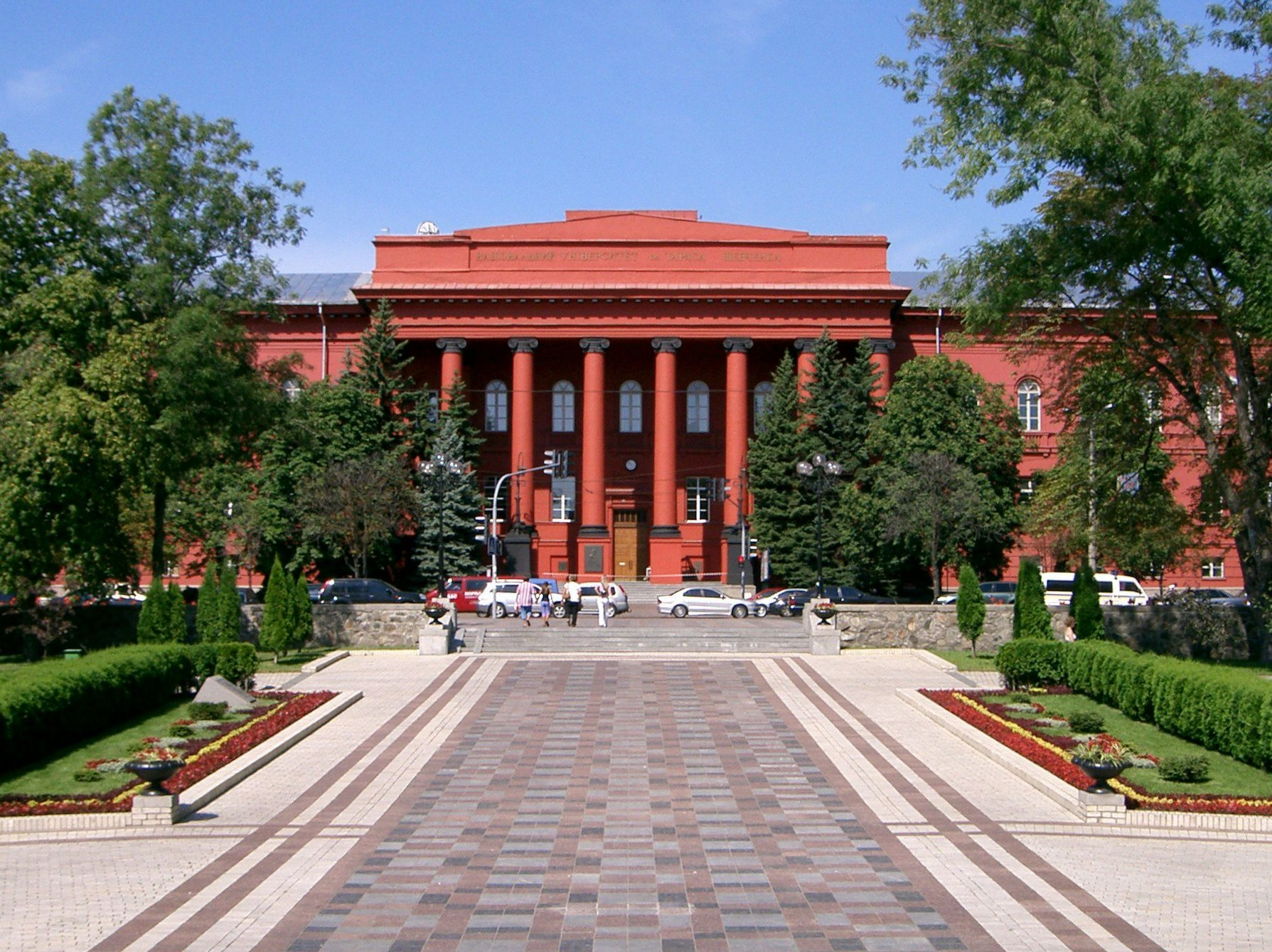
Kyjevská univerzita
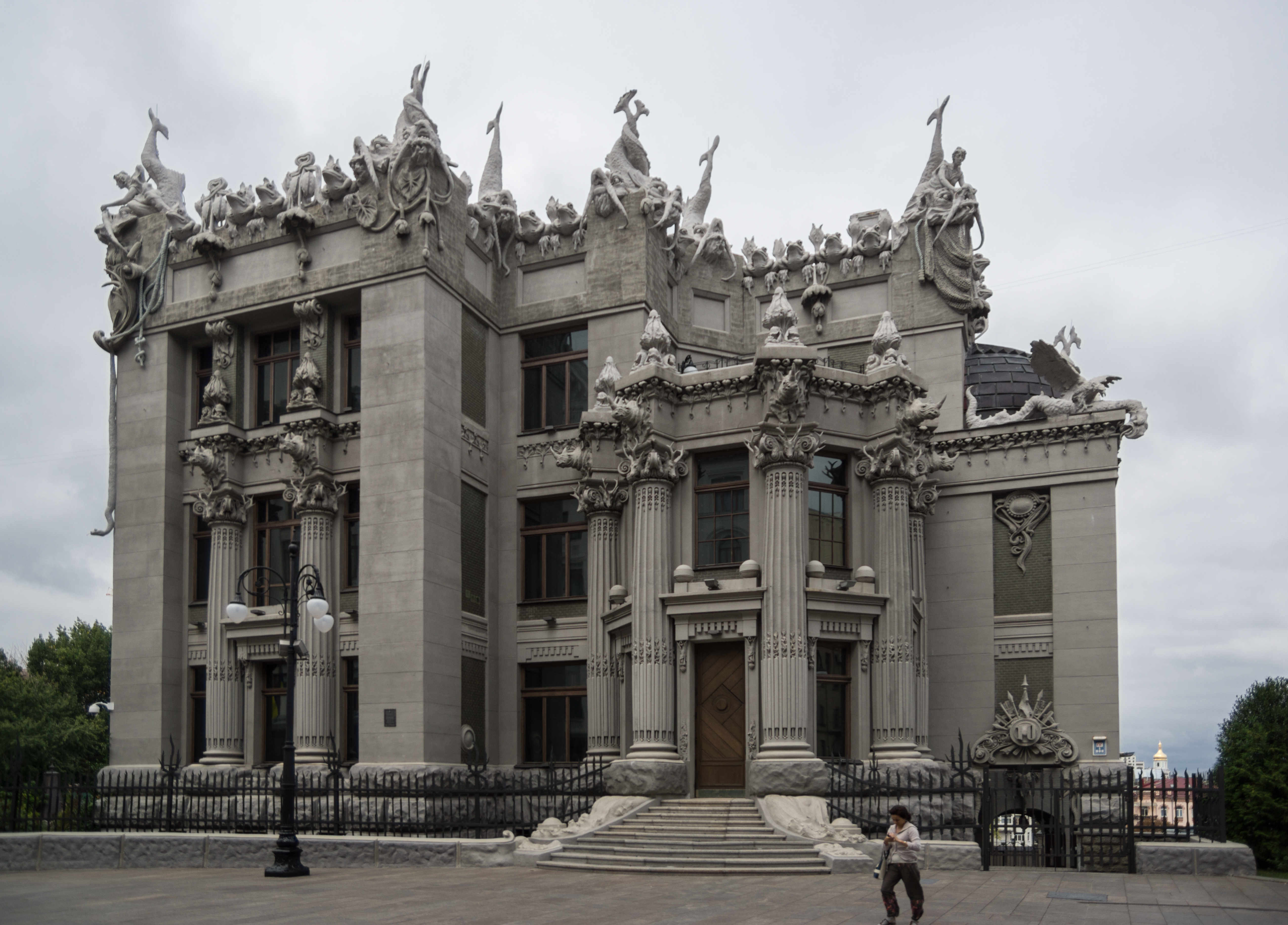
Dům s chimérami
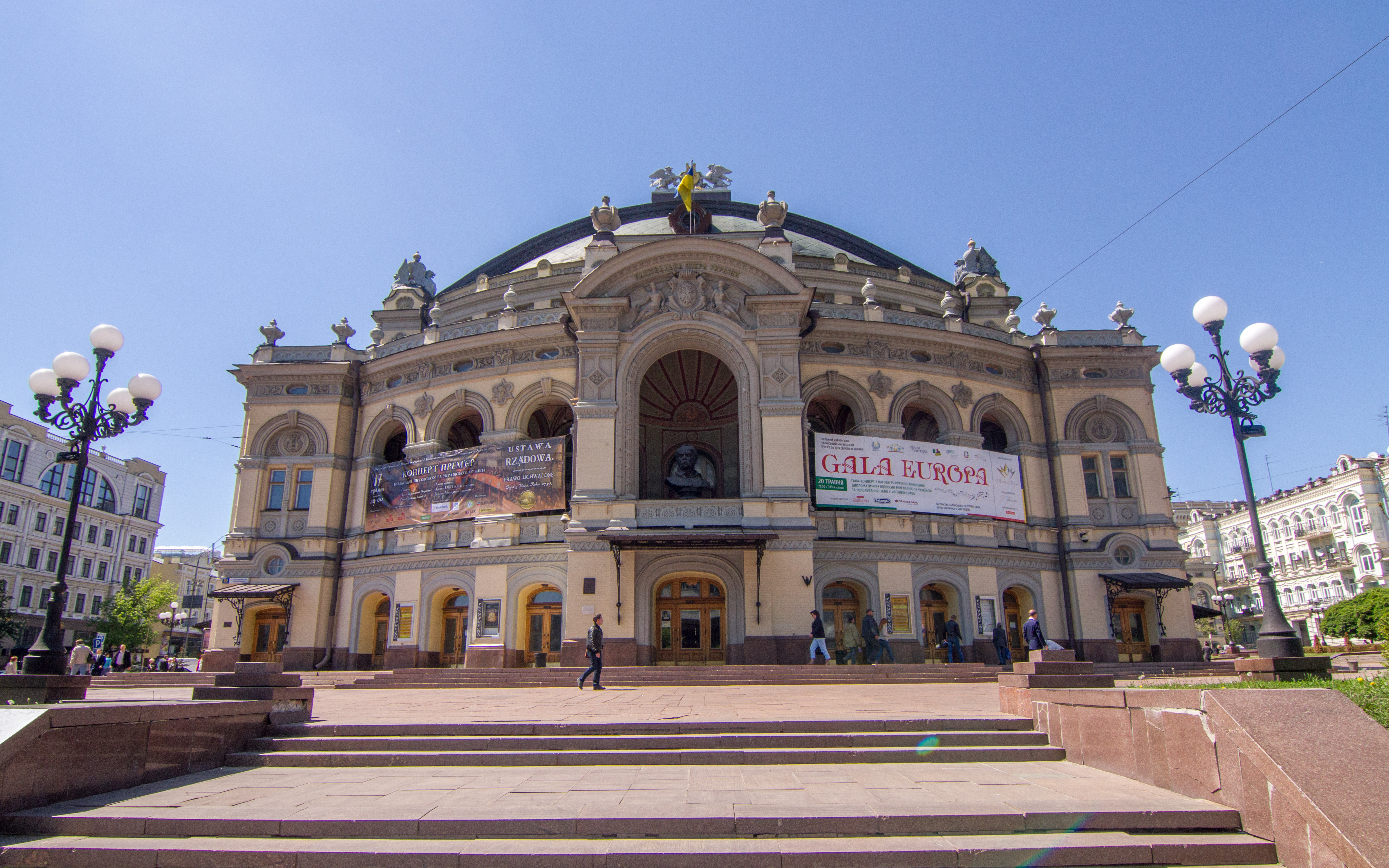
Státní opera
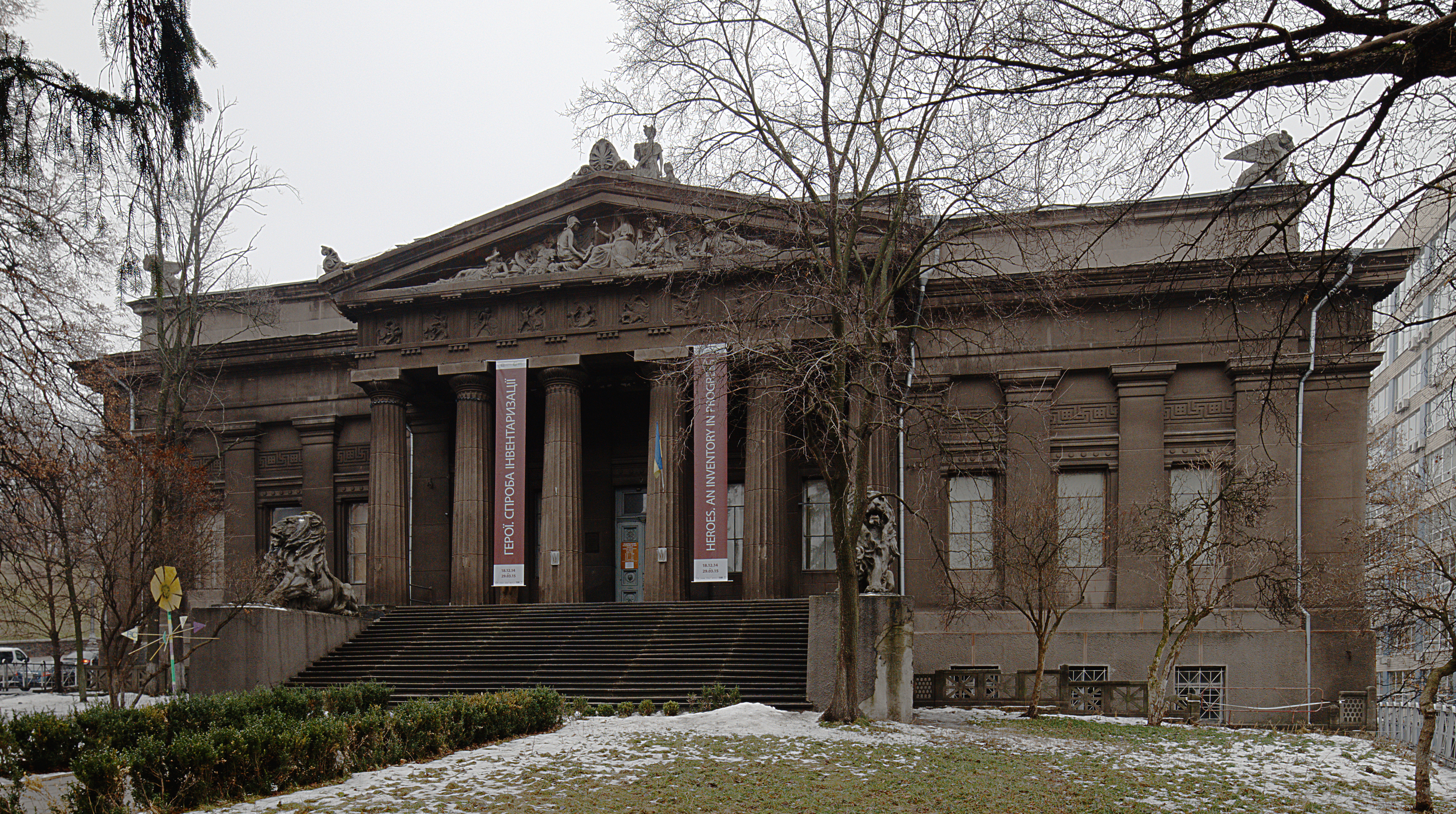
Národní umělecké muzeum Ukrajiny
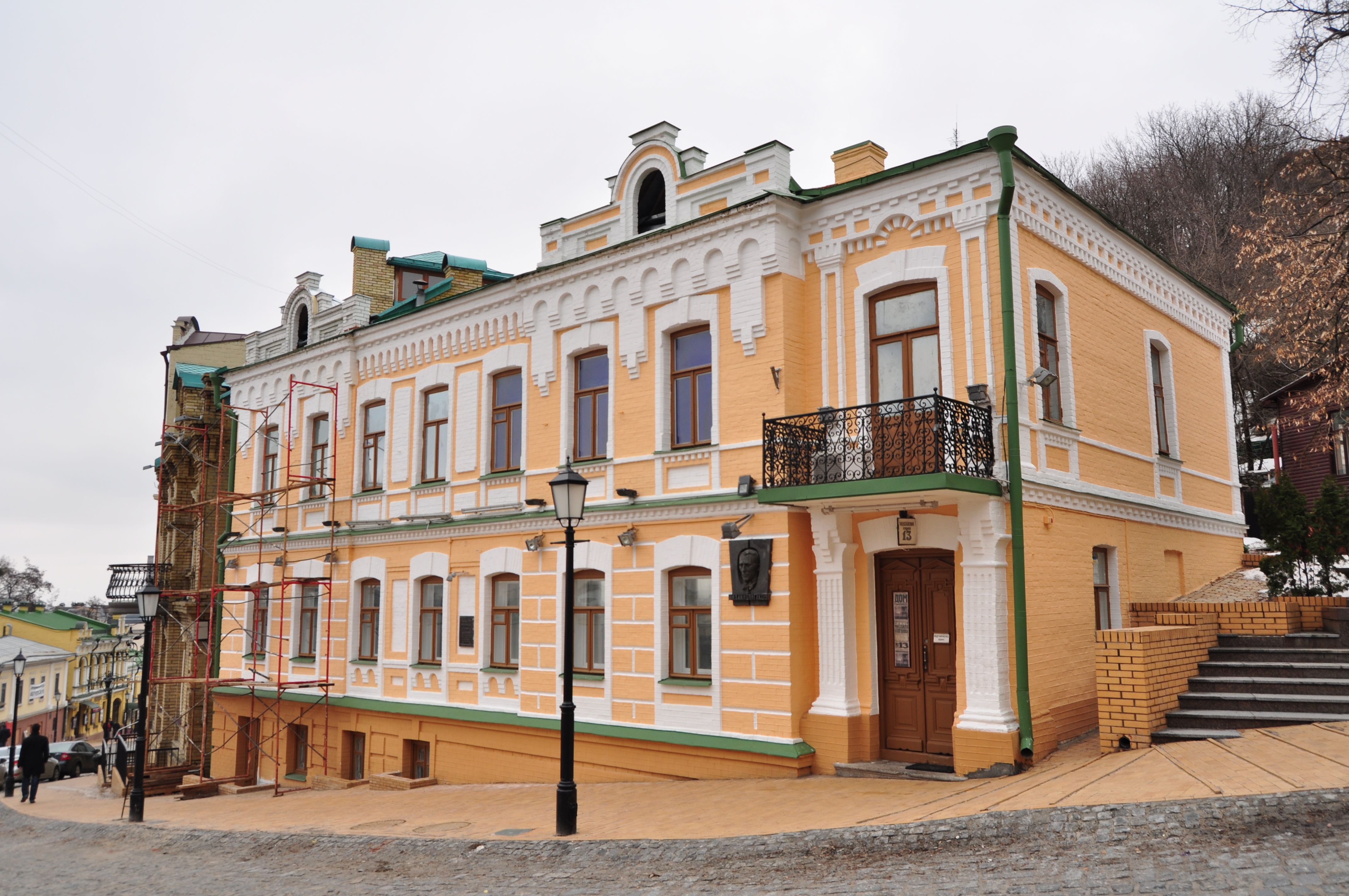
Muzeum Michaila Bulgakova
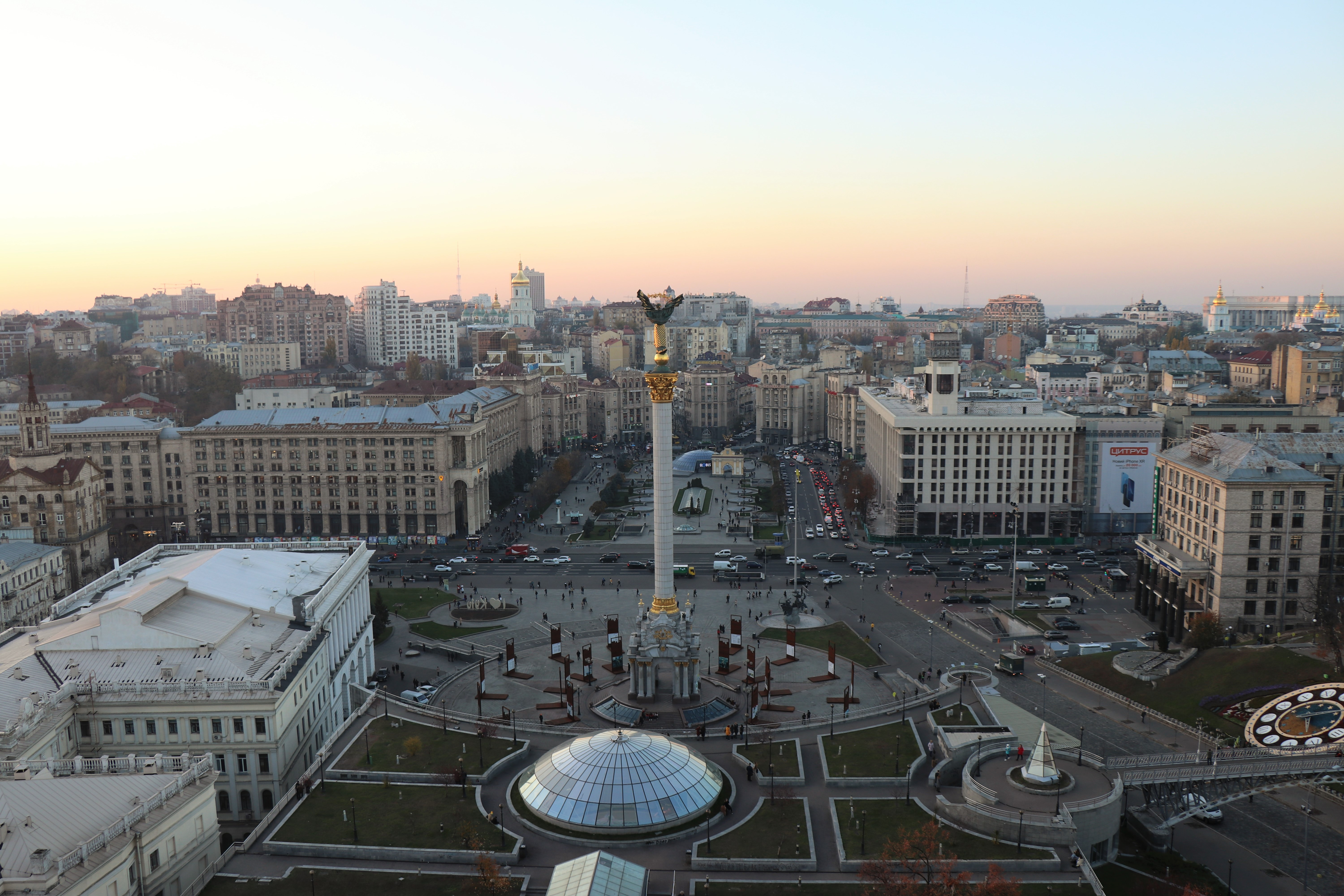
Náměstí Nezávislosti
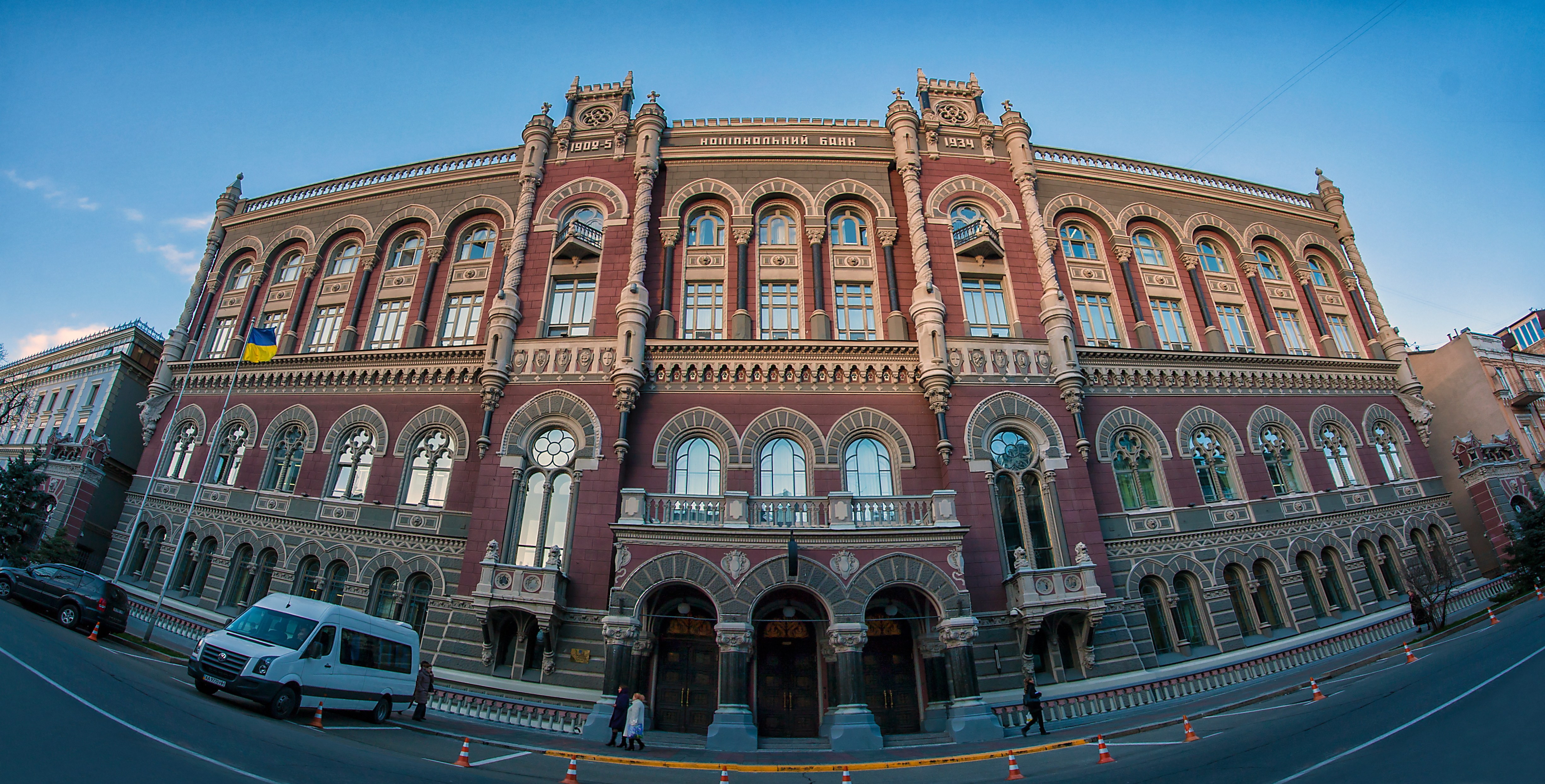
Ukrajinská národní banka
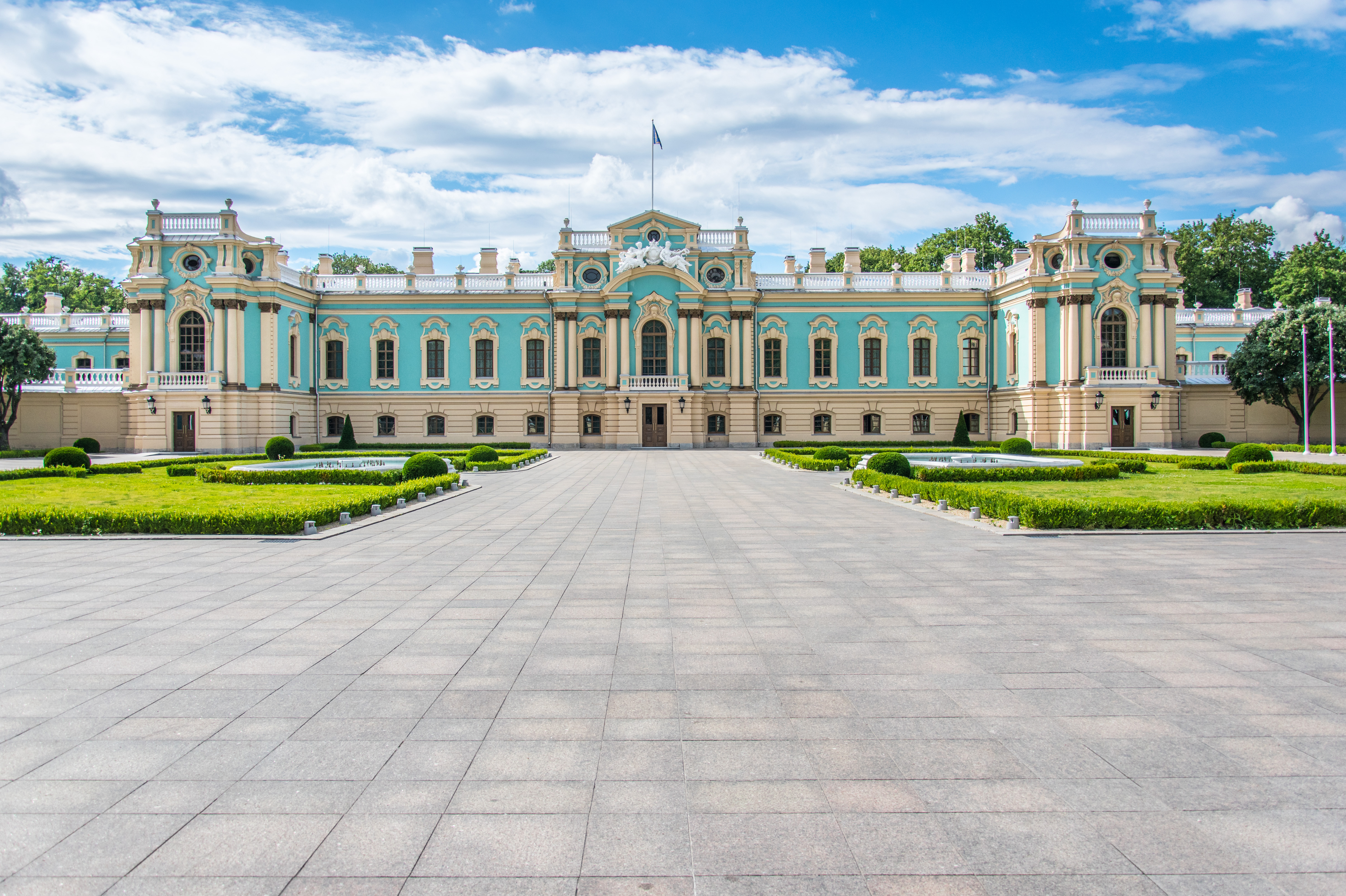
Prezidentský palác

## Administrativní členění

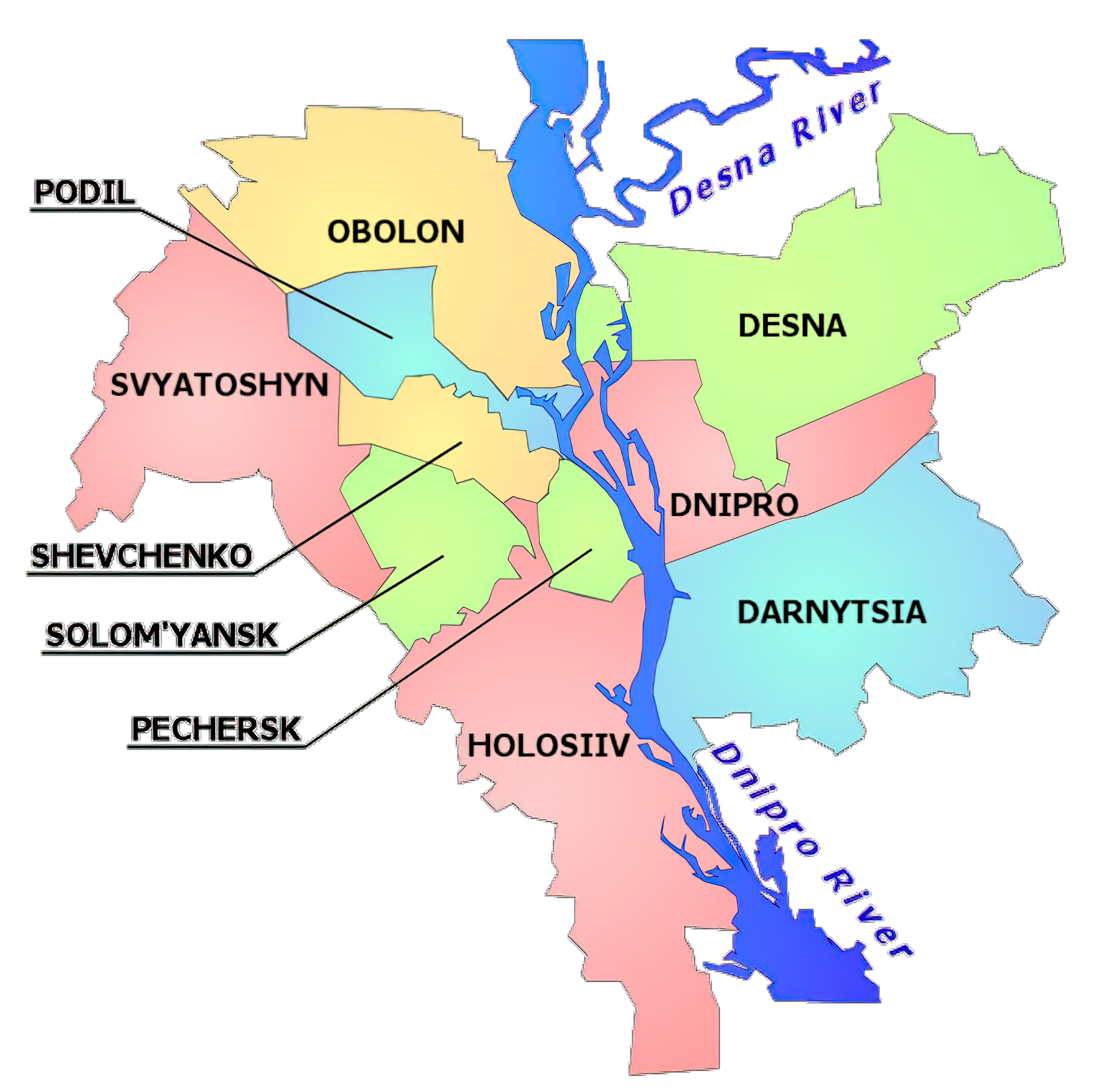
Správní obvody Kyjeva

Kyjev je rozdělen na 10 městských rajónů:
- Darnycký (Дарницький, Darnyckyj)
- Desňanský (Деснянський, Desňanskyj)
- Dniprovský (Дніпровський, Dniprovskyj)
- Holosijivský (Голосіївський, Holosijivskyj)
- Oboloňský (Оболонський, Obolonskyj)
- Pečerský (Печерський, Pečerskyj)
- Podilský (Подільський, Podilskyj)
- Solomjanský (Солом'янський, Solomjanskyj)
- Svjatošynský (Святошинський, Svjatošynskyj)
- Ševčenkivský (Шевченківський, Ševčenkivskyj)

## Doprava

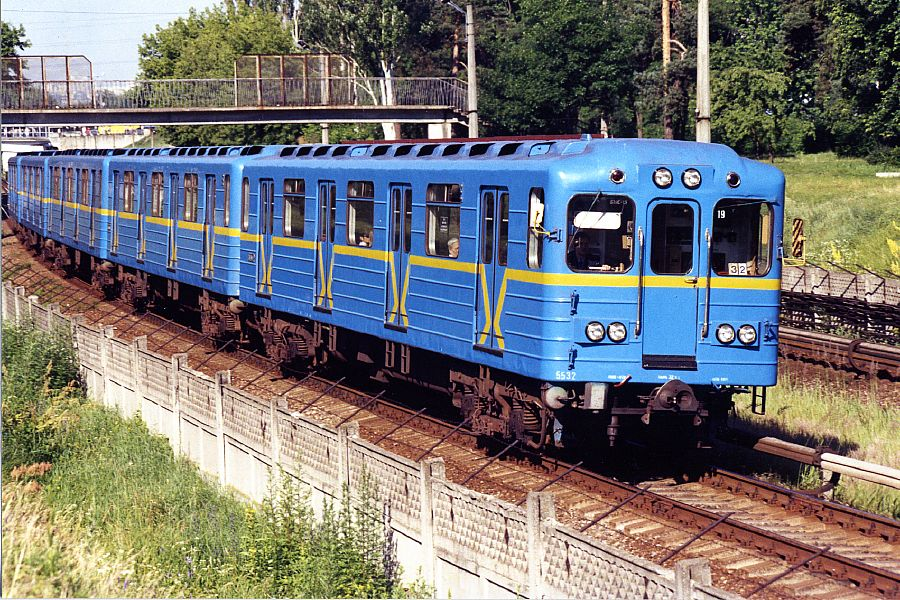
Kyjevské metro

Kyjev je vedle Lvova či Charkova nejvýznamnější dopravní křižovatkou v zemi, prochází tudy i Evropská silnice E40. V dřívějších dobách, kdy tudy procházela cesta tzv. Cesta od Varjagů k Řekům (Iz Varjag v Greki), byla hlavní dopravní tepnou řeka Dněpr. Dnes má význam spíše pro nákladní dopravu; osobní doprava po řece se omezuje na turistické a rekreační vyjížďky. První most přes Dněpr byl zřízen roku 1853; v současné době několikamilionovému městu slouží vlastní síť metra, tramvají, trolejbusů i autobusů. Hlavním nádražím je Kyjiv-Pasažyrskyj. Nachází se zde také Kyjevská dětská železnice. Zhruba 30 km jihovýchodně od Kyjeva se nachází mezinárodní letiště Boryspil, blíže městu leží menší letiště Žuljany.

### Geografie
Větší města v okruhu Kyjeva:
| Růžice kompasu | Korosteň (~161 km) | Černobyl (~134 km) | Černihiv (~143 km) | Růžice kompasu |
| Růžice kompasu | Lvov (~552 km)     | Sever              | Charkov (~480 km)  | Růžice kompasu |
| Růžice kompasu | Lvov (~552 km)     | Kyjev              | Charkov (~480 km)  | Růžice kompasu |
| Růžice kompasu | Lvov (~552 km)     | Jih                | Charkov (~480 km)  | Růžice kompasu |
| Růžice kompasu | Užhorod (~779 km)  | Oděsa (~473 km)    | Dnipro (~451 km)   | Růžice kompasu |

## Sport
| Klub                   | Sport     | Soutěž                       | Stadion                | Poznámky           |
| ---------------------- | --------- | ---------------------------- | ---------------------- | ------------------ |
| FK Dynamo Kyjev        | Fotbal    | Premjer-liha                 | NSC Olympijský         | 28× Mistr Ukrajiny |
| FK Oboloň-Brovar Kyjev | Fotbal    | Perša liha                   | Obolon Arena           |                    |
| FK Arsenal Kyjev       | Fotbal    |                              | Knjažka-Arena          |                    |
| BK Budivelnyk          | Basketbal | Ukrajinská Basketbalová Liga | Kyjiv Palac Sportu     | 5× Mistr Ukrajiny  |
| ATEK Kyjev             | Hokej     | Ukrajinská hokejová liga     | Ice Rink ATEK aréna    | 2× Mistr Ukrajiny  |
| Bilyj Bars Brovary     | Hokej     | Ukrajinská hokejová liga     | Ice Arena TEC Terminal |                    |

Na stadionu NSC Olympijský se hrálo Mistrovství Evropy ve fotbale 2012, konkrétně skupina D.

## Partnerská města
- Ankara, Turecko (2004)
- Ašchabad, Turkmenistán
- Baku, Ázerbájdžán
- Bratislava, Slovensko
- Edinburgh, Skotsko, Spojené království (1989)
- Florencie, Itálie

- Chicago, Illinois, USA
- Kastoria, Řecko (1996)
- Kišiněv, Moldavsko (1999)
- Kjóto, Japonsko (do roku 2022)
- Krakov, Polsko (1993)
- Lipsko, Německo (1961)
- Mnichov, Německo (1989)
- Odense, Dánsko

- Peking, Čína (1993)
- Pretorie, Jihoafrická republika (1993)
- Riga, Lotyšsko (1998)
- Rio de Janeiro, Brazílie
- Toulouse, Francie (1975)
- Tbilisi, Gruzie (1999)
- Varšava, Polsko (1994)
- Vilnius, Litva

## Města s jinými druhy spolupráce
- Toronto, Kanada
- Jerevan, Arménie
- Sofie, Bulharsko
- Manila, Filipíny
- Tampere, Finsko
- Lisabon, Portugalsko
- Bělehrad, Srbsko
- Stockholm, Švédsko